# Durvillaea antarctica
El cochayuyo, cachiyuyo, cochaguasca, cochahuasca, colloy, o coyofe (Durvillaea antarctica), es un alga parda comestible rica en yodo que habita en la costa de los mares subantárticos, en Chile, la Patagonia Argentina,   Nueva Zelanda y el océano Atlántico Sur.

## Descripción

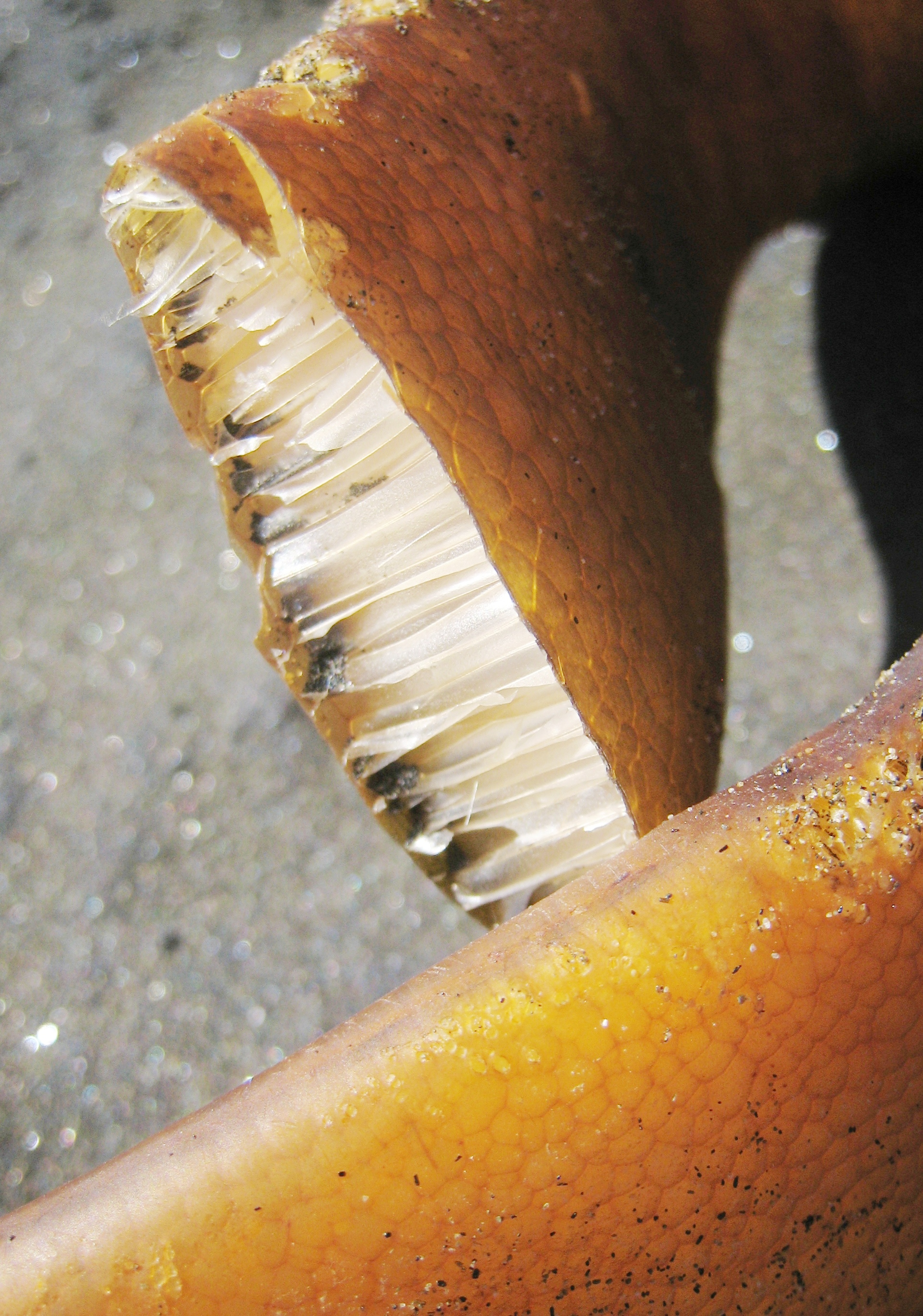
Cochayuyo seco.

Se trata de un alga de gran tamaño que puede llegar a alcanzar los 15 metros de longitud. Sus filoides ("hojas") son de color pardo verdoso cuando están en el mar y pardo rojizo después de secarse, tienen consistencia carnosa y su interior es una estructura de panal que les da gran resistencia para soportar el embate del oleaje. Su cauloide ("tallo") es circular y no tiene espacios llenos de aire, su color es verde claro y mide alrededor de un metro de largo hasta el nacimiento del primer filoide. El disco basal o rizoide es una estructura muy fuerte que se adhiere a las rocas en la zona de la rompiente, ya que debe ser capaz de resistir el golpe continuo de las olas sin desprenderse del sustrato.

## Nombres
Por una parte, esta alga tiene dos nombres de origen quechua: cochayuyo, qucha yuyu, «planta de mar», y cochaguasca o cochahuasca, qucha waska, «soga de mar», que le fue dado por el parecido que tiene con las cuerdas. 
Por otra parte, también recibe nombres de origen mapuche: "coyofe" es una adaptación de la voz original kollof, que designa sus filoides. En la zona sur de Chile los cauloides son llamados "ulte" (o "huilte"), en los alrededores de Valdivia reciben el nombre de "lunfo" (del término lüngfo o lenfü) y en Chiloé llaman "lembo" o "raguay" a esta estructura junto con el disco basal, nombre que se le aplicaba humorísticamente al pene por su parecido en forma y constitución. Ya vieja, esta alga es llamada müngo en mapudungún.

## Usos

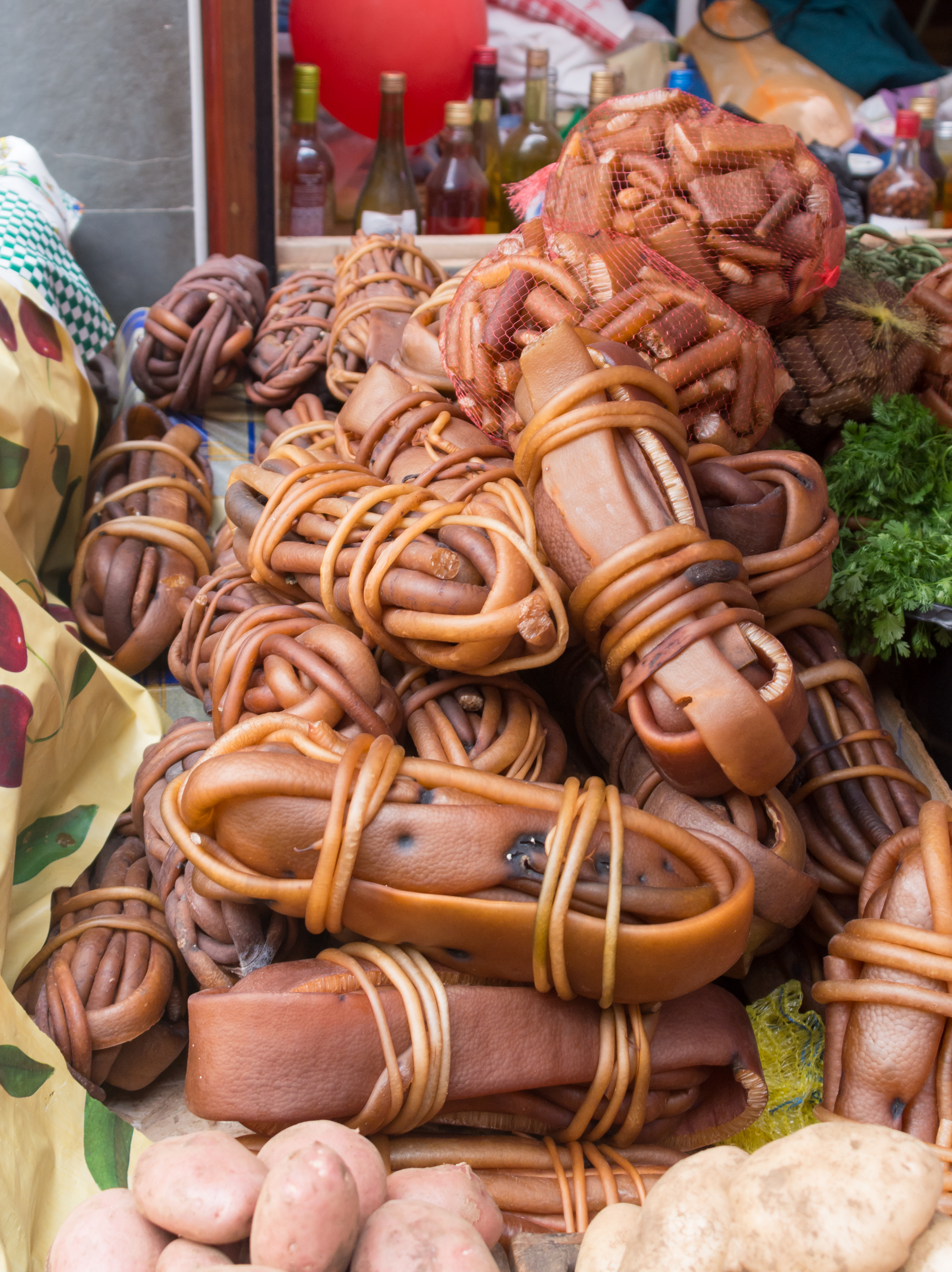
Atados de cochayuyo a la venta en Ancud, Región de Los Lagos, Chile.

Esta alga ha sido uno de los recursos alimenticios de comunidades indígenas americanas durante siglos y hoy día forma parte de la gastronomía chilena. 
En Chile se ha extraído desde las costas y secado en paquetes que, gracias a su bajo peso, eran intercambiados en el interior del país.
Existen muchos platos chilenos que usan esta alga, formando parte de guisos (el más típico es el llamado charquicán de cochayuyo), ensaladas, pasteles y sopas, fabricándose incluso una "mermelada de cochayuyo", saborizada con frutas. Sin embargo, en los últimos años su consumo ha disminuido.
A los alimentos que contienen esta alga, se les atribuyen efectos antiescrofulosos, digestivos y tónicos.
En el pasado se usaba para que los bebés que estaban desarrollando los dientes la mordieran. Asimismo, los mapuches obtenían de los tallos un colorante pardo muy oscuro para teñir sus telas.
Actualmente, existe un gel de cochayuyo, en fase experimental, que sirve como sustrato nutritivo para lograr que semillas de plantas colonicen terrenos pobres y que se ha usado para criar pasto sobre el subsuelo que queda al descubierto después de construir caminos.